# Slaget vid Lutterberg (1762)
I det andra slaget vid Lutterberg (23 juli 1762) besegrades den fransk-sachsiska armén under general Comte de Lusace av hertig prins Ferdinand.